# Забіне Фроммель
Забіне Фроммель (нім. Sabine Frommel; до шлюбу Кюбахер (нім. Kühbacher); нар. 1958, Катленбург-Ліндау, Німеччина) — німецька історикиня мистецтва та дослідниця, спеціалістка із французького та італійського Відродження.

## Біографія
Забіне Кюбахер народилася 1958 року у Катленбург-Ліндау, Німеччина. Вивчала архітектуру в Дюссельдорфі, в університеті прикладних наук та академії мистецтв з 1976 року, отримавши ступінь архітектора в 1982 році. Навчаючись в Марбурзькому університеті, вона спеціалізувалась на історії архітектури. Отримала стипендію від німецької держави на навчання у Парижі. 1985 року вона отримала французький диплом архітектора (DPLG), захистивши дисертацію під назвою «Наслідування та винахід у творчості Персьє та Фонтена» (фр. Imitation et invention dans l’œuvre de Percier et Fontaine). У 1985 році стала викладачкою у Школі архітектури Париж-Ля Віллетт (Paris-La Villette).
У 1995 році захистила дисертацію, присвячену архітектору Себастьяно Серліо та замку Ансі-ле-Франк. З 2003 року керувала відділом досліджень історії мистецтва Відродження в Практичній школі вищих досліджень. Очолює команду дослідників «Histara» (EA 7347).
Асоційована членкиня Королівської академії Бельгії з 2001 року в класі мистецтв.
З 2020 року очолює кафедру Лувру на тему «Розпис архітектури епохи італійського Відродження» (фр. Peindre l'architecture durant la Renaissance italienne).

## Особисте життя
Є другою дружиною історика мистецтва Крістофа Луїтпольда Фроммеля.

## Виноски
1. 1 2 3  Чеська національна авторитетна база даних
2. ↑  Identifiants et Référentiels — ABES, 2011.
3. ↑  Biographie, Deutsche. Frommel, Sabine - Deutsche Biographie. www.deutsche-biographie.de (нім.). Процитовано 17 серпня 2022.
4. ↑  Page personnelle de Sabine Frommel (PDF) (français) . Процитовано 13 janvier 2016.
5. ↑  Site web de l'équipe Histara (EA 7347) (français) . Процитовано 13 janvier 2016.
6. ↑  Académie royale de Belgique (français) .
7. ↑  Chaire du Louvre 2020. louvre.fr. Процитовано 5 août 2022..